# Habenaria schenckii
Habenaria schenckii är en orkidéart som beskrevs av Célestin Alfred Cogniaux. Habenaria schenckii ingår i släktet Habenaria och familjen orkidéer. Inga underarter finns listade i Catalogue of Life.